# 科索沃蒙特內哥羅族
科索沃蒙特內哥羅族是科索沃的少数民族之一。黑山人是南斯拉夫人一支，主要分布蒙特內哥羅。
1961年之前科索沃蒙特內哥羅族主要集中在各大城市佩奇、普里斯提納、米特罗维察、伊斯托克、代查尼和賈科維察。在1961-1981年間，蒙特內哥羅人從243個定居點消失，再加上1961年以前没有蒙特內哥羅人的760個定居點，共有1,003個定居點沒有蒙特內哥羅人分佈。由於與少数族裔占主導地位的阿爾巴尼亞族發生衝突，許多蒙特內哥羅人從科索沃遷移至蒙特內哥羅或塞爾維亞本部。
2008年12月，科索沃承認境內蒙特內哥羅族的少数民族地位。

## 人口統計數據
- 1948年人口普查：28,050（3.9％）
- 1953年人口普查：31,343（3.9％）
- 1961年人口普查：37,588（3.9％）
  - 佩奇：12,701（33.8％）
- 1971年人口普查：31,555（2.5％）
- 1981年人口普查：27,028（1.7％）
- 1991年人口普查：20,365（1％）
- 1995年非官方估算：约7,000（0.3％）